# Skrajna Rzeżuchowa Przełączka
Skrajna Rzeżuchowa Przełączka, Skrajna Gajnista Przełączka (słow. Predné žeruchové sedlo, niem. Vorderer Kressensattel, Östliche Gemsenturmscharte, węg. Elülső-Zerge-horhos, Keleti-Zergetorony-csorba) – przełęcz w słowackiej części Tatr Wysokich, położona w środkowym fragmencie Koziej Grani – południowo-wschodniej grani Jagnięcego Szczytu. Oddziela Zadnią Rzeżuchową Turnię na zachodzie od Skrajnej Rzeżuchowej Turni na wschodzie.
Stoki północne opadają z przełęczy do Doliny Białych Stawów, południowe – do Doliny Jagnięcej. Na północny wschód zbiega spod przełęczy do Niżniej Rzeżuchowej Kotliny trawiasty żleb, pod którym zbocze pokrywają kamienie. Także na południe ze Skrajnej Rzeżuchowej Przełączki spada żleb. Jest on dość wybitny i u dołu kończy się stożkiem piargowym na wysokości ok. 1820 m. W środkowym odcinku żleb ma charakter wąskiej rynny.
Na Skrajną Rzeżuchową Przełączkę, podobnie jak na inne obiekty w Koziej Grani, nie prowadzą żadne znakowane szlaki turystyczne. Najdogodniejsze drogi dla taterników wiodą na siodło z Niżniej Rzeżuchowej Kotliny stokami Zadniej Rzeżuchowej Turni oraz wprost od północnego wschodu z obejściem żlebu. Trudniejsze są drogi wprost żlebem od północnego wschodu (III w skali UIAA) oraz z Doliny Jagnięcej (I).
Pierwsze znane wejścia:
- letnie – Gyula Hefty, 2 sierpnia 1908 r., przy przejściu granią,
- zimowe – Arno Puškáš, 2 grudnia 1951 r.[2]

Nazwy Rzeżuchowych Turni i Rzeżuchowych Przełączek pochodzą od Rzeżuchowych Stawków (Niżniego i Wyżniego), nad którymi obficie rośnie rzeżucha gorzka.